# Campeonato Nacional de Rodeo de 2023
El Campeonato Nacional de Rodeo de 2023 fue la 74.ª versión del campeonato que sella la temporada de rodeos de Chile. Se disputó en la Medialuna Monumental de Rancagua entre el 13 y el 16 de abril de 2023.
Los jinetes que obtuvieron el puntaje y el requisito para participar en los rodeos clasificatorios, compitieron por un cupo en el campeonato. Se disputaron tres rodeos clasificatorios y dos de repechaje. 
Los campeones fueron los jinetes representantes del Criadero Agua de los Campos y Mackena, Cristóbal Cortina y Gonzalo Abarca, en "Timbero" y "Abundante", con 42 puntos.

## Resultados

### Serie de Campeones
| Cuarto Animal 2023 | Cuarto Animal 2023                       | Cuarto Animal 2023                    | Cuarto Animal 2023  | Cuarto Animal 2023 |
| ------------------ | ---------------------------------------- | ------------------------------------- | ------------------- | ------------------ |
| Posición           | Jinetes                                  | Caballos                              | Asociación          | Puntaje            |
| 1.ª                | Cristóbal Cortina y Gonzalo Abarca       | "Timbero" y "Abundante"               | Santiago Sur        | 42                 |
| 2.ª                | Gustavo Valdebenito y José Manuel Toledo | "Mamo" e "Hidalgo"                    | Malleco             | 37                 |
| 3.ª                | Cristian Leiva y Jorge Gutiérrez         | "Indignado" y "Margarita"             | Valle de Santa Cruz | 32+12              |
| 4.ª                | Fernando Alcalde y Diego Ordóñez         | "Así es la Vida" y "Poncho al Hombro" | Valdivia            | 32+11              |
| 5.ª                | Pedro Espinoza y Arturo Ríos             | "Revoltosa" y "Alameda"               | Maipo               | 32+11              |
| 6.ª                | Jorge Ortega y Rodrigo Ortega            | "Juguetona" y "Agravio"               | San Felipe          | 31                 |
| 7.ª                | Benjamín Moreno y Sebastián Moreno       | "Borrachita" y "Afortunado"           | Talagante           | 23                 |

### Serie Mixta
- 1.er lugar: Jorge Ortega y Rodrigo Ortega (Asociación San Felipe) en "Juguetona" y "Agravio" con 34 puntos buenos (12+7+10+5) +5.
- 2.º lugar: Criadero Doña Dominga, Luis Huenchul y Felipe Undurraga (Asociación Colchagua) en "Farsante" y "Tintoreado" con 34 (9+8+5+12) +1.
- 3.er lugar: Criadero Rocío de Luna, Raúl Silva y Francisco Matas (Asociación Maipo) en "Bataclana" y "El Colero" con 27 (11+6+7+3).

### Serie Criaderos
- 1.er lugar: Criadero Taitao II, Diego Pacheco y Ricardo Álvarez (Asociación Colchagua) en "Safira" y "Estelita" con 39 puntos buenos (9+7+12+11).
- 2.º lugar: Criadero Peleco, Gustavo Valdebenito y José Manuel Toledo (Asociación Malleco) en "Mamo" e "Hidalgo" con 34 (12+9+4+9).
- 3.er lugar: Criadero Carimallín, Pedro Espinoza y Arturo Ríos (Asociación Maipo) en "Relincho" y "Listo No Más" con 31 (8+9+7+7).

### Serie Caballos
- 1.er lugar: Criadero Palmas de Peñaflor, José Rojas y Alfredo Moreno (Asociación Santiago Sur) en "Remo" y "Pintoso" con 36 puntos buenos (8+11+11+6).
- 2.º lugar: Sebastián Caro y Roberto Pavez (Asociación Curicó) en "Parrandero" y "Afanoso" con 30 (9+9+4+8).
- 3.er lugar: Criadero Las Coscojas, Juan Ignacio Meza y Patricio de la Barra (Asociación Aguanegra) en "El Pancho" y "Sabático II" con 30 (11+7+4+8).

### Serie Yeguas
- 1.er lugar: Jorge Oliva y Felipe Núñez (Asociación Quillota) en "Trasnochada" y "Herencia" con 41 puntos buenos (7+10+11+13).
- 2.º lugar: Pedro Espinoza y Arturo Ríos (Asociación Maipo) en "Revoltosa" y "Alameda" con 35 (6+7+11+11).
- 3.er lugar: Pablo Aninat y Pablo Pino (Asociaciones Quillota y Santiago Oriente) en "Luna Nueva" y "Fernanda" con 33 (9+5+11+8).

### Serie Potros
- 1.er lugar: Criadero Altas Delicias, Cristián Ordóñez y Juan Pablo Aros (Asociación O'Higgins) en "Recatado" y "Garabato" con 34 puntos buenos (8+13+8+5).
- 2.º lugar: Francisco Infante y Johnny Aravena (Asociación Melipilla) en "Estupendo" y "Rescoldo" con 31 (10+12+5+4).
- 3.er lugar: Branco Vidal y Francisco Mena (Asociación Quillota) en "Sacafilo" y "Cambió Mi Suerte" con 27 (13+6+7+1).

### Primera Serie Libre A
- 1.er lugar: Fernando Alcalde y Diego Ordóñez (Asociación Valdivia) en "Así es la Vida" y "Poncho al Hombro" con 41 puntos buenos (11+12+7+11).
- 2.º lugar: Criadero Alucarpa, Rafael Melo y Sebastián Ibáñez (Asociación Valdivia) en "Elemento" y "Encapuchao" con 39 (11+8+8+12).
- 3.er lugar: Alberto Mohr y Luis Alfonso Angulo (Asociación Osorno) en "Aristócrata" y "Candelabro" con 37 (10+6+8+13).
- 4.º lugar: José Manuel Carril y Diego Tamayo (Asociación O'Higgins) en "Chincolito" y "Tentado" con 36 (9+7+12+8).
- 5.º lugar: Criadero Agua de los Campos y Maquena, Cristóbal Cortina y Gonzalo Abarca (Asociación Santiago Sur) en "Chiloco" y "Felito" con 35 (7+8+10+10).

### Primera Serie Libre B
- 1.er lugar: Juan Ignacio Meza y Francisco Cardemil (Asociación Aguanegra) en "Chacarero" y "Sorprendido" con 42 puntos buenos (11+12+11+8).
- 2.º lugar: Criadero Corrales del Monte, Patricio Medina y Pablo Acuña (Asociación Ñuble) en "Doña Jo" y "Magnífico" con 36 (7+9+12+8).
- 3.er lugar: Benjamín Moreno y Sebastián Moreno (Asociación Talagante) en "Borrachita" y "Afortunada" con 34 (8+8+11+7).
- 4.º lugar: Mario Matzner y Germán Varela (Asociación Osorno) en "Mariachi" y "Tío Lalo" con 33 (11+9+8+5).
- 5.º lugar: Emmanuel Silva y Francisco Allendes (Asociación Talagante) en "Mi Morena" y "Sandunguero" con 32 (8+8+8+8).

### Segunda Serie Libre A
- 1.er lugar: Leonardo Collao y Francisco Aguirre (Asociación Coquimbo) en "Linajuda" y "Caprichosa" con 41 puntos buenos (12+8+13+8).
- 2.º lugar: Criadero Las Achiras de San Clemente, José Francisco Astaburuaga y Tomás Pradenas (Asociación Ñuble) en "Indiesita" y "Panchito" con 30 (8+6+11+5).
- 3.er lugar: Davis Huerta y Carlos Salamé (Asociación Río Cautín) en "Presencia" y "Ronaldiño" con 29 (7+7+10+5).
- 4.º lugar: Criadero Santa Graciela de la Capellanía, Cristián Leiva y Jorge Gutiérrez (Asociación Valle Santa Cruz) en "Indignado" y "Margarita" con 29 (7+9+3+10).

### Segunda Serie Libre B
- 1.er lugar: Criadero Pegual Nuevo, Sergio Olguín y Álvaro Olguín (Asociación Maipo) en "Ranchito" y "Refuerzo" con 34 puntos buenos (8+9+11+6).
- 2.º lugar: Juan Pablo Stambuk y Joaquín Mallea (Asociación Santiago Sur) en "India" y "Pretenciosa" con 33 (7+8+11+7).
- 3.er lugar: Matías Mardones y Benjamín Ramírez (Asociación Ñuble) en "Pemuco" y "Como Niño" con 31 (9+4+7+11).
- 4.º lugar: Criadero Agua de los Campos y Maquena, Cristóbal Cortina y Gonzalo Abarca (Asociación Santiago Sur) en "Timbero" y "Abundante" con 31 (9+8+7+7).

### Movimiento de la rienda femenino
- Campeón: Yeny Troncoso (Asociación Ñuble) en "No Me Grites" con 54 puntos.
- Segundo campeón: Josefina Easton (Asociación Aysén) en "Año Nuevo" con 52 puntos.

### Movimiento de la rienda masculino
- Campeón: Luis Gerardo Soto (Asociación Río Cautín) en "Gavilán" con 64 puntos.
- Segundo campeón: Luis Eduardo Cortés (Asociación Santiago Sur) en "Palmeña" con 63 puntos.

## Clasificatorios
En esta temporada los rodos clasificatorios volvieron a ser cinco, tres por regiones geográficas y dos de repechaje. 
- 3 al 5 de marzo de 2023: Rodeo Clasificatorio Zona Sur, Villarrica (Asociación Cautín).
- 10 al 12 de marzo de 2023: Rodeo Clasificatorio Zona Centro, Pelarco (Asociación Talca).
- 17 al 19 de marzo de 2023: Rodeo Clasificatorio Zona Norte, El Convento (Asociación Litoral Central).
- 24 al 26 de marzo de 2023: Rodeo Clasificatorio de Repechaje Zona Centro Sur, Osorno (Asociación Osorno).
- 31 de marzo, 1 y 2 de abril de 2023: Rodeo Clasificatorio de Repechaje Zona Centro Norte, Chocalán (Asociación Melipilla).

### Clasificatorio Zona Sur de Villarrica
- 1.er lugar: Criadero Los Alerces, Nelson García y Hernán Löbel (Asociaciones Llanquihue y Palena y Lago Llanquihue) en "Regalón" y "Escarchada" con 41 puntos buenos (13+10+12+6).[3]
- 2.º lugar: Criadero Santa Elba, Sebastián Poblete y Juan Poblete (Asociación Cautín) en "Calicanto" y "Chapeado" con 31 (2+11+10+8).
- 3.er lugar: Criadero Las Vertientes de Riñihue, Miguel Bas y Diego Ordóñez (Asociación Valdivia) en "Maravilla" y "Reina" con 29 (6+8+11+4).

### Clasificatorio Zona Centro de Pelarco
- 1.er lugar: Criadero Manantiales de Pelarco, Rufino Hernández y Nicolás Sepúlveda (Asociación Talca Oriente) en "Ahora Sí" y "Negra Linda" con 35 puntos buenos (12+7+4+12).[4]
- 2.º lugar: Criadero Santa Graciela de la Capellanía, Cristián Leiva y Jorge Gutiérrez (Asociación Valle Santa Cruz) en "Indignado" y "Margarita" con 32 (7+9+7+9).
- 3.er lugar: Leonardo Espinoza y Julio Reyes (Asociación El Libertador) en "Pintoso" y "Tiro Al Aire" con 29 (9+11+7+2).

### Clasificatorio Zona Norte de El Convento
- 1.er lugar: Criadero Palmas de Peñaflor, Alfredo Moreno Echeverría y Luis Eduardo Cortés (Asociación Santiago Sur) en "Tay Mal" y "Huasita" con 43 puntos (9+10+13+11).[5]
- 2.º lugar: Criadero Agua de los Campos y Maquena, Claudio Krause y Miguel Zunino (Asociación Santiago Sur) en "Carreteado" y "Soy Seco" con 41 (11+6+11+13).
- 3.er lugar: Criadero Agua de los Campos y Maquena, Cristóbal Cortina y Gonzalo Abarca (Asociación Santiago Sur) en "Chiloco" y "Felito" con 37 (10+11+8+8).

### Clasificatorio Repechaje Zona Centro Sur de Osorno
- 1.er lugar: Criadero Rocío de Luna, Francisco Matas y Claudio López (Asociación Maipo) en "Bondadoso" y "Navideño" con 33 puntos buenos (7+8+7+11).[6]
- 2.º lugar: Criadero Taitao II, Diego Pacheco y Ricardo Álvarez (Asociación Colchagua) en "Jugadora" y "Salud Compadre" con 31 (12+5+5+9) +5+7+10.
- 3.er lugar: Pedro Ángel Urrutia e Iñaki Gazmuri (Asociación Cauquenes) en "Mentiroso" y "Picarón" con 31 (9+7+4+11) +5+7+9.

### Clasificatorio Repechaje Zona Centro Norte de Melipilla
- 1.er lugar: Manuel Mallea y Felipe González (Asociación O'Higgins) en "Regañona" y "Pichanga" con 31 puntos buenos (8+4+11+8).[7]
- 2.º lugar: Criadero Laspuña, Sebastián Caro y Roberto Pavez (Asociación Curicó) en "Picador" y "Chirca" con 29 (7+11+4+7).
- 3.er lugar: Francisco Infante y Johnny Aravena (Asociación Melipilla) en "Estupendo" y "Rescoldo" con 28 (7+5+13+3).

## Cuadro de honor temporada 2022-2023

### Jinetes
- 1.º Cristóbal Cortina
- 2.º Gonzalo Abarca
- 3.º José Manuel Toledo
- 4.º Gustavo Valdebenito
- 5.º Jorge Gutiérrez
- 6.º Cristián Leiva
- 7.º Pedro Espinoza
- 8.º Fernando Alcalde
- 9.º Diego Ordóñez
- 10.º Arturo Ríos

### Caballos
- 1.º Abundante
- 2.º Timbero
- 3.º Hidalgo
- 4.º Mamo
- 5.º Aristócrata
- 6.º Candelabro
- 7.º Chincolito
- 8.º Tentado
- 9.º Pintoso
- 10.º Remo

### Yeguas
- 1.º Margarita
- 2.º Así es la Vida
- 3.º Alameda
- 4.º Revoltosa
- 5.º Afortunada
- 6.º  Borrachita
- 7.º Juguetona
- 8.º Bien Pagada
- 9.º Trasnochada
- 10.º Lunática

### Potros
- 1.º Indignado
- 2.º Poncho al Hombro
- 3.º FanchoteAgravio
- 4.º Sorprendido
- 5.º Chacarero
- 6.º Regalón
- 7.º Tay Mal
- 8.º Saca Filo
- 9.º Recatado
- 10.º Estupendo